# Затока Блекмен (Тасманія)
Затока Блекмен розташована на південно-східному узбережжі Тасманії. Вона простягається від початку затоки на південному півострові затоки Меріон до містечка Данеллі. Історично ця затока називалася затокою Фредеріка Генрі.